# Cirolana bovina
Cirolana bovina is een pissebed uit de familie Cirolanidae. De wetenschappelijke naam van de soort is voor het eerst geldig gepubliceerd in 1940 door Barnard.